# Newberry Library
La Newberry Library ou bibliothèque Newberry, aussi appelée Newberry Research Library (bibliothèque Newberry de recherche), est une bibliothèque publique de recherche de la ville de Chicago (Illinois) aux États-Unis. Elle est plus particulièrement orientée vers les sciences humaines.

## Historique

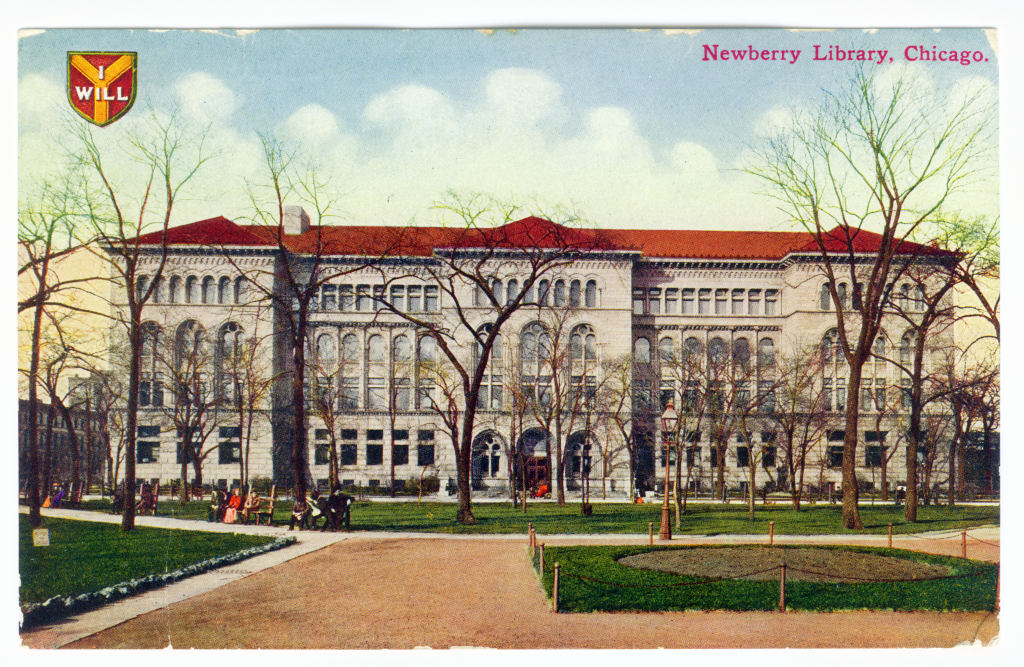
La bibliothèque Newberry vers 1910.

La bibliothèque a été fondée en 1887 par William Frederick Poole, et est nommée d'après Walter Loomis Newberry (1804-1868), qui a destiné la moitié de sa fortune à la création d'une bibliothèque ; le legs devait devenir effectif si jamais ses deux filles restaient sans descendance, ce qui s'est produit : ses deux filles sont mortes sans enfant dans les années 1870. Le bâtiment a été conçu par l'architecte Henry Ives Cobb (1859-1931).

## Description
Située dans le secteur de Near North Side (juste au nord du secteur financier du Loop), la bibliothèque de Newberry est une bibliothèque de référence, d'accès public et gratuite. C'est l'une des principales bibliothèques de recherche privées et indépendantes au monde, avec un accent mis sur les sciences humaines, en particulier l'histoire et la littérature culturelles américaines et européennes.
La bibliothèque contient plus de 500 000 cartes historiques, 1,5 million de livres et 5 millions de pages manuscrites, dont le  Premier Folio de Shakespeare et un manuscrit original du Popol Vuh, un texte mythologique de la civilisation maya.

## Collections

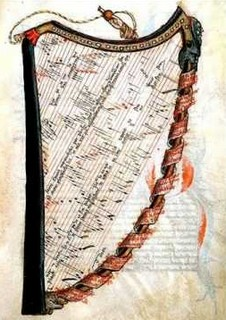
Partition de la Harpe de mélodie de Jacob Senleches (fin XIVe siècle).

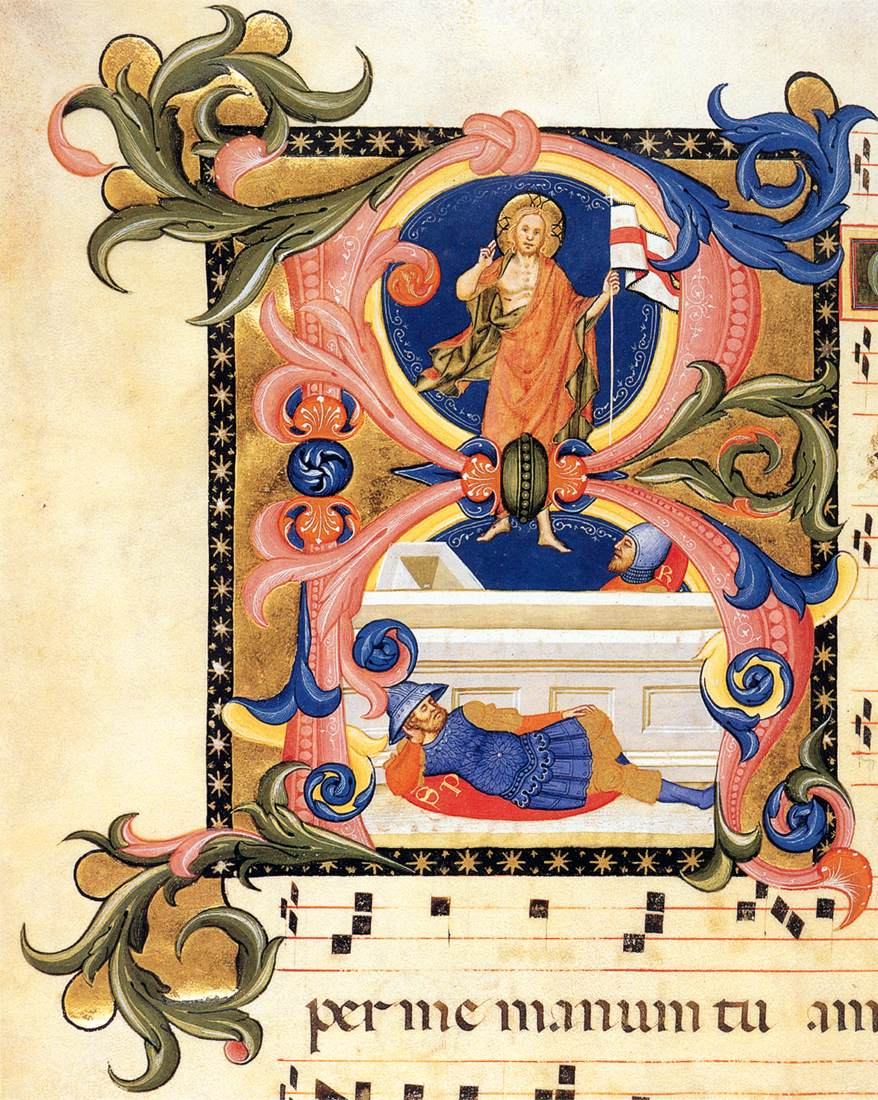
Graduel, années 1390.

Les collections sont groupées en catégories ; ce sont, par ordre alphabétique :  
- American History and Culture: Histoire et culture américaine
- American Indian and Indigenous Studies : Études sur les indiens et natifs américains
- Chicago and the Midwest : Chicago et le Midwest
- Genealogy and Local History : Généalogie et histoire locale
- History of the Book : Histoire du livre ; Une collection l'histoire de l'imprimerie et des arts du livre, notamment la conception de caractères, la calligraphie, le type et la typologie, les innovations techniques en matière d'impression, l'usage et la théorie du design, la vente, la reliure, la fabrication du papier et l'histoire des bibliothèques.
- Manuscripts and Archives : Archives et manuscrits ; Une collection de manuscrits depuis des livres d'heures médiévales jusqu'à des albumes et lettres du XXe siècle. Diverses collections couvrent des thèmes spécialisée. Ainsi, la Spencer Napoleonica Collection[1] contient un ensemble de documents sur Napoléon et son entourage
- Maps, Travel, and Exploration : Cartes, voyages et exploration
- Medieval, Renaissance, and Early Modern Studies : Moyen Âge, Renaissance, et les débuts des temps modernes
- Music,  Postcards : Cartes postales et Religion

## Manuscrits
Parmi les manuscrits, il y a quelque 260 manuscrits datant d'avant 1500,, notamment d'auteurs classiques, patristiques ou humanistes, des textes anciens en musique, médecine et sciences, et des manuscrits de genres divers, livres d'alphabet, bibles, livres d'heures, bréviaires, calendriers, capitulaires, florilèges, généalogies, lapidaires, missels, prêches et sermons. Figure également un exemplaire des Chroniques de Froissart (MS 37.1 et 37.2).